# James Michael Muro
James Michael „Jim“ Muro (* 1966 in New York) ist ein amerikanischer Kameramann und Regisseur.

## Leben
Muro arbeitet seit Mitte der 1980er Jahre vor allem als gefragter Steadicam-Operator. In dieser Funktion wirkte er unter anderem an Filmen von James Cameron (The Abyss, T2, True Lies, Titanic), Kathryn Bigelow (Point Break, Strange Days), Oliver Stone (The Doors, JFK, Any Given Sunday), Martin Scorsese (Casino) und Michael Mann (Heat, The Insider) mit.
Seit 2003 arbeitet er auch als Director of Photography, so bei bekannten Filmen wie Rush Hour 3 und Open Range – Weites Land. 2006 wurde er bei den BAFTA Awards für seine Kameraführung im Film L.A. Crash nominiert.
Seine einzige Regiearbeit im Spielfilmbereich, der Splatter-Trashfilm Street Trash (1986), wurde zum Kultfilm. Ab 2010 inszenierte er Serien, angefangen mit mehreren Folgen der Serie Southland. Zudem war er auch als Regisseur und Kameramann an der Serie Longmire beteiligt und inszenierte u. a. eine Episode von Shameless.

## Filmografie (Auswahl)

### Kameramann
- 2003: Open Range – Weites Land (Open Range)
- 2004: L.A. Crash
- 2005: Roll Bounce
- 2006: Flicka – Freiheit. Freundschaft. Abenteuer. (Flicka)
- 2007: Mimzy – Meine Freundin aus der Zukunft (The Last Mimzy)
- 2007: Rush Hour 3
- 2008: Traitor
- 2009: Mitternachtszirkus – Willkommen in der Welt der Vampire (Cirque du Freak: The Vampire’s Assistant)
- 2011: Der perfekte Ex (What's Your Number?)
- 2013: Parker
- 2016: Rendezvous mit dem Leben (The Book of Love)
- 2018: Billionaire Boys Club
- 2024: Horizon: An American Saga

### Regisseur
- 1986: Street Trash
- 2010–2013: Southland (Fernsehserie, 7 Episoden)
- 2012–2017: Longmire (Fernsehserie, 11 Episoden)
- 2014: The Read Road (Fernsehserie, 2 Episoden)
- 2018–2021: SEAL Team (Fernsehserie, 10 Episoden)